# Pulau Loeha
Pulau Loeha är en ö i Indonesien.   Den ligger i provinsen Sulawesi Selatan, i den centrala delen av landet, 1 700 km öster om huvudstaden Jakarta.